# 世界華文媒體
世界華文媒體有限公司（英語：Media Chinese International Ltd.），前身為明報企業及明報集團，由查良鏞（筆名金庸）和沈寶新於1959年創立。主要業務是出版中文報章、期刊與書籍、提供旅遊及旅遊有關服務及物業投資。集團在百慕達註冊，並於1991年3月22日在香港交易所上市（港交所：685）。
金庸佔世界華文媒體60%股權，沈寶新佔15%，公眾人士佔25%。1993年，金庸主動把控制權移交給于品海，後來于品海被發現有刑事案底，1995年再轉售予馬來西亞華裔商人拿督張曉卿。
2005年集團透過其中包括在香港出版的《明報周刊》、《兒童周刊》及《Hi-Tech Weekly》，及在中國發行的《MING明日風尚》、《Top Gear汽車測試報告》和《Popular Science科技新時代》等雜誌的資產注入附屬公司萬華媒體，並分拆上市（港交所：426）。

## 歷史
1991年，明報企業有限公司（Ming Pao Enterprise Corporation Limited）在百慕大創立，取代明報集團有限公司（創立於1964年，當時名為「明報有限公司」）成為出版集團的控股公司。

### 向外收購
2007年1月29日，明報企業宣佈用每股4馬幣代價收購在馬來西亞上市的星洲媒體，約用3.3股明報企業股份收購一股星洲媒體，同時向同在馬來西亞上市的南洋報業收購，代價用每股4.2馬幣代價收購在馬來西亞上市的南洋報業，約用3.47股明報企業股份收購一股南洋報業，交易完成後明報企業從星洲媒體手上取得馬來西亞證券交易所上市地位，而星洲媒體及南洋報業並從交易所主板除牌。同年6月27日在股東大會通過收購，巧合的是股東之一的查良鏞於6月25日大手減持明報企業。由於星洲媒體及南洋報業本由張曉卿持有，即使交易完成後明報企業的股份大增，對張曉卿沒有甚麼影響。
2008年4月23日，明報企業、星洲媒體集團有限公司（馬來西亞最大和第三大華文報章的出版機構）和南洋報業控股有限公司（馬來西亞第二大及第四大華文報章的營運機構）三家公司達成合併計劃，明報企業有限公司改名組成世界華文媒體有限公司，是首家在香港及馬來西亞兩地雙邊上市的企業。

## 旗下刊物

### 香港
- 《明報》
- 《明報周刊》
- 《明報月刊》
- 《亞洲週刊》
- 《明報兒童周刊》（已停刊）
- 《極速誌》（香港）
- 《明錶》
- 《汽車測試報告》
- 初中《生活與社會》及高中《通識教育》教科書[2]
- 其他學校刊物[3]

### 馬來西亞
- 《南洋商报》
- 《星洲日報》
- 《光明日報》
- 《中國報》
- 《新生活報》
- 《小星星》
- 《南洋学生》
- 《星星周刊》
- 《釣魚月刊》（中文）
- 《釣魚月刊》（馬來文）
- 《學海》
- 《號外周報》
- 《寵物情緣》
- 《吃風》
- 《新潮》
- 《風采》
- 《媽咪寶貝》
- 《城市網絡》

### 台灣
- 《TopGear TW極速誌》（台灣）
- 《Ming Watch PLUS 明錶+》（台灣）

## 子公司
- 明報出版社
- 明文出版社
- 明窗出版社
- 明報教育出版有限公司
- 翠明假期
- 萬華媒體

## 外部連結
- 官方网站
- OpenSchool （页面存档备份，存于）